# Trådjordkrypare
Trådjordkrypare (Stenotaenia linearis) är en mångfotingart som först beskrevs av Koch 1835.  Trådjordkrypare ingår i släktet Stenotaenia och familjen storjordkrypare. Arten är reproducerande i Sverige. Inga underarter finns listade i Catalogue of Life.